# Didier Bouvet
Didier Bouvet (ur. 6 marca 1961 w Thonon-les-Bains) – francuski narciarz alpejski, brązowy medalista igrzysk olimpijskich i mistrzostw świata.

## Kariera
Największy sukces w karierze Didier Bouvet osiągnął w 1984 roku, kiedy podczas igrzysk olimpijskich w Sarajewie wywalczył brązowy medal w slalomie. Po pierwszym przejeździe zajmował piąte miejsce, tracąc do prowadzącego Stevena Mahre 1,14 sekundy. W drugim przejeździe uzyskał trzeci czas, co dało mu trzeci łączny wynik i brązowy medal. W zawodach tych wyprzedzili go jedynie reprezentujący Stany Zjednoczone bracia Phil i Steven Mahre. Był to pierwszy olimpijski medal dla Francji w tej konkurencji od igrzysk w Grenoble w 1968 roku, kiedy złoto wywalczył Jean-Claude Killy. Był to także jedyny medal wywalczony przez męską część reprezentacji Francji w narciarstwie alpejskim na tych igrzyskach. W Sarajewie Francuz wystartował także w slalomie gigancie, kończąc rywalizację na czternastej pozycji. Kilkakrotnie startował na mistrzostwach świata, najlepszy wynik osiągając w 1989 roku, kiedy podczas mistrzostw świata w Vail zajął dwunaste miejsce w slalomie.
W zawodach Pucharu Świata zadebiutował 9 grudnia 1980 roku w Madonna di Campiglio, gdzie był dziesiąty w slalomie. Tym samym już w swoim debiucie wywalczył pierwsze pucharowe punkty. Pierwsze podium w zawodach tego cyklu wywalczył 21 stycznia 1986 roku w Parpan, od razu zwyciężając w slalomie. Było to jednak jego jedyne pucharowe zwycięstwo. W kolejnych latach jeszcze dwukrotnie stawał na podium: 2 lutego 1986 roku w Wengen był drugi, a 21 marca 1987 roku w Sarajewie zajął trzecie miejsce w slalomie. Najlepsze wyniki osiągnął w sezonie 1985/1986, kiedy to zajął 25. miejsce w klasyfikacji generalnej, a w klasyfikacji slalomu zajął siódme miejsce. Był też między innymi dziewiąty w klasyfikacji slalomu w sezonie 1986/1987. Pięciokrotnie zdobywał mistrzostwo Francji: w gigancie w 1982 roku oraz w slalomie w latach 1983, 1984, 1986 i 1988. W 1990 roku zakończył karierę.
Po zakończeniu kariery pisał artykuły dla magazynu sportowego Abondance. Pracował także we Francuskiej Służbie Celnej.

## Osiągnięcia

### Igrzyska olimpijskie
| Miejsce | Dzień     | Rok  | Miejscowość | Konkurencja | Czas biegu  | Strata  | Zwycięzca     |
| ------- | --------- | ---- | ----------- | ----------- | ----------- | ------- | ------------- |
| 14.     | 14 lutego | 1984 | Sarajewo    | Gigant      | 2:41,18 min | +3,07 s | Max Julen     |
| 3.      | 19 lutego | 1984 | Sarajewo    | Slalom      | 1:39,41 min | +0,79 s | Phil Mahre    |
| DNF     | 27 lutego | 1988 | Calgary     | Slalom      | 1:39,47 min | -       | Alberto Tomba |

### Mistrzostwa świata
| Miejsce | Dzień     | Rok  | Miejscowość   | Konkurencja | Czas biegu  | Strata  | Zwycięzca         |
| ------- | --------- | ---- | ------------- | ----------- | ----------- | ------- | ----------------- |
| DNF     | 7 lutego  | 1982 | Schladming    | Slalom      | 1:48,48 min | -       | Ingemar Stenmark  |
| DNF     | 10 lutego | 1985 | Bormio        | Slalom      | 1:38,82 min | -       | Jonas Nilsson     |
| DNF     | 4 lutego  | 1987 | Crans-Montana | Gigant      | 2:32,38 min | -       | Pirmin Zurbriggen |
| 13.     | 8 lutego  | 1987 | Crans-Montana | Slalom      | 1:54,63 min | +1,91 s | Frank Wörndl      |
| DNF     | 9 lutego  | 1989 | Vail          | Gigant      | 2:37,66 min | -       | Rudolf Nierlich   |
| 12.     | 12 lutego | 1989 | Vail          | Slalom      | 2:02,85 min | +4,89 s | Rudolf Nierlich   |

### Puchar Świata

#### Miejsca w klasyfikacji generalnej
- sezon 1980/1981: 87.
- sezon 1982/1983: 71.
- sezon 1983/1984: 49.
- sezon 1984/1985: 47.
- sezon 1985/1986: 25.
- sezon 1986/1987: 31.
- sezon 1987/1988: 99.
- sezon 1988/1989: 102.
- sezon 1989/1990: 88.

#### Miejsca na podium
1. Parpan – 21 stycznia 1986 (slalom) – 1. miejsce
2. Wengen – 2 lutego 1986 (slalom) – 2. miejsce
3. Sarajewo – 21 marca 1987 (slalom) – 3. miejsce